# MEIKO (软件)
MEIKO是山葉以Vocaloid語音合成引擎為基礎開發，Crypton Future Media販售的虛擬女性歌手軟件第一作；或此軟件的印象角色（這只是軟件的象徵，不會在實際使用時出現）。於2004年11月發售，開放價格，官方估計系列軟件實際價格約19,950日圓。由拜鄉芽衣子提供原聲，軟件名稱也是取自拜鄉芽衣子的名稱芽衣子。日語第一套VOCALOID的產品，擅長流行曲、搖滾樂、爵士樂、R&B、童謠等廣範圍歌種。VOCALOID 3引擎聲庫MEIKO V3是由Crypton Future Media開發并販售，于2014年2月4日发售。

## 發展歷史
在MEIKO前，VOCALOID已推出LEON和LOLA，但成績欠佳。當時CRYPTON認為，如果製品包裝設計為動畫風格則可以吸引不止電子音樂製作的客戶層，於是把包裝設計為一個「手握麥克風、有朝氣的女孩」。雖然因當時的大多職業音樂製作人認為VOCALOID的發音不自然，專業的雜誌也幾乎沒有介紹，但吸引了非常多的業餘製作者。發售首年售出3000套，在業界中是個優異的成績，截至2007年10月23日，軟件共售出4000套，至2009年10月27日共售出約5000套。2006年2月，同公司發售同系列的軟件KAITO。2007年下半年，CRYPTON發售下一代的同類型軟件初音未來，並爆發熱潮，間接令MEIKO重新引起注意。其後成為四格漫畫《小初音未來的日常》的主角之一。2008年1月20日，更在PlayStation 3免費小遊戲《每天也是一起》的情報單元《Toro·Station》中出現以MEIKO主唱，初音未來伴唱的歌曲。同年7月25日發表預定於C74發售混合吧☆天然聲音feat.初音未來 1st Anniversary♪，收錄初音未來、鏡音鈴、連、MEIKO、KAITO的五首原創曲，是初次包含MEIKO的非同人CD。

## 知名作品
| 歌曲名稱 | 歌名翻譯     | 作曲/作詞/編曲 | 投稿日   | 備註 |
| -------- | ------------ | -------------- | -------- | --- |
|          | 惡食娘空琪塔 | 悪ノP（mothy） | 2009/3/4 | 傳說曲，截至2022年6月28日已有約191萬人觀看，為MEIKO的第一首獨唱傳說曲。悪ノP的七宗罪系列歌曲之一，對應“暴食（Gula）”。歌曲描述的是美食家巴妮卡·空琪塔吃遍了世間的一切佳肴，從而追尋“究極至高的怪誕佳肴”，開始食人並最終把自己一點點吃掉。                      |
|          |              | yuukiss        | 2010/3/1 | 傳說曲，截至2022年6月28日已有約115萬人觀看(MEIKO生誕十周年版本有約210萬人觀看，是目前再生數最高的MEIKO solo曲)。MEIKO在這首歌曲的調聲相當出色，宛如真人而火紅一時，是MEIKO的代表名曲之一。經常出現在演唱會的歌單，并於2014年11月5日投稿了MEIKO生誕十周年版本。 |